# فوتشي ألنية
فوتشي ألنية (الاسم العلمي: Vochysia allenii) هو نوع من النباتات يتبع جنس الفوتشي من الفصيلة الفوتشية.